# Línea 600 (Córdoba)
La Línea 600 es una línea de transporte urbano de pasajeros de la ciudad de Córdoba, Argentina. El servicio está actualmente operado por la empresa T.A.M.S.E.
Anteriormente el servicio de la línea 600 era operada por TAMSE desde 2002, hasta que el 1 de marzo de 2014, TAMSE deja de operar los colectivos y pasan a manos de Aucor, más tarde Aucor deja de existir y pasan a manos de ERSA Urbano donde ésta operó hasta el 18 de diciembre de 2022 cuando TAMSE toma el control del 600 y 601 y las líneas 53, 54 y el Aerobus.

## Recorrido
Anillo exterior, sentido horario
 Servicio diurno.
IDA: De Cno. San Carlos 4500 – por ésta – Av. Bernardo O’Higgins – Av. Pablo Ricchieri – Av. Concepción Arenal – Bv. Enrique Barros – Haya de la Torre – Ing. Medina Allende – Maestro Marcelo López – Av. Cruz Roja Argentina – Cjal. Felipe Belardinelli – Primer Tte. Pedro Bean – Rafael Bielsa – José Guardado – Dr. Pastor Taboada – Dr. Federico Padula – San Antonio – Cruce Paso a Nivel Cacheuta– Manuel Baigorria – Río Negro – Belisario Villafañe – Tronador – Pedro de Cárdenas – Aconquija – Lagunilla – Talma – Frontera – Rufino Varela Ortiz – Antártida Argentina – Fournier – Av. Fuerza Aérea Argentina – Maestro Vidal – Dr. Juan Cafferata – Santa Rosa – Domingo Zipoli – Puente Zipoli – Domingo Zipoli – Rufino Cuervo – Betania – Javier López – Mariano Larra – Av. Sagrada Familia – Av. Rafael Núñez – Felipe de Albornoz – Jose de Goyechea – Rodríguez de Busto – Manuel Cardeñosa – Ciudad del Barco – Bv. Los Granaderos – Anacreonte – Las Junturas – hasta Luis de Góngora.
VUELTA: De Las Junturas y Luis de Góngora – por esta – Av. Dr. Arturo Capdevila – Hulluman – Nuevo Mundo – San Mateo – Paysandú – Av. Juan XXIII – Santiso y Moscoso – Punta de Sauce – Av. Las Malvinas – Av. Eduardo Bulnes – Av. Patria – Rosario de Santa Fé – Remedios de Escalada – Puente Yapeyú – Yapeyú – Argandoña – Sargento Cabral – Provincias Vascongadas – Castilla – Av. Revolución de Mayo – Cruce F.F.CC. – Huascha – Av. Baradero – Necochea – Cnel. José Javier Díaz – Cal. Felipe Belardinelli – Av. Cruz Roja Argentina – Maestro Marcelo López – Ing. Medina Allende – Haya de la Torre – Bv. De la Reforma – Los Nogales – Av. Concepción Arenal – Av. Pablo Ricchieri – Av. Bernardo O’Higgins – Cno. San Carlos hasta el 4500.